# Guledgudda
Guledgudda es una localidad de la India situada  en el distrito de Bagalkot, en el estado de Karnataka. Según el censo de 2011, tiene una población de 33 382 habitantes.

## Geografía
Está ubicada a una altitud de 515 m s. n. m., a 465 km de la capital estatal, Bangalore, en la zona horaria UTC +5:30.